# Eric Arturo del Valle
Eric Arturo Delvalle Cohen-Henríquez (ur. 2 lutego 1937 w Ciudad de Panamá, zm. 2 października 2015) – panamski polityk, prezydent Panamy w latach 1985–88.
W 1953 ukończył stołeczną szkołę wyższą Xavier. W latach 1953–56 studiował na uniwersytecie stanowym w Luizjanie (USA). W 1963 został członkiem Rady Kierowniczej Instytutu Rozwoju Gospodarczego. W 1968 został wybrany na deputowanego do Zgromadzenia Ustawodawczego, którego następnie był wiceprzewodniczącym. W 1983 został przewodniczącym Partii Republikańskiej, z ramienia której został wybrany wiceprezydentem w wyborach powszechnych w październiku 1984. Po rezygnacji z funkcji prezydenta Nicolása Ardito Barletty został prezydentem 28 września 1985. Urząd prezydenta piastował do 26 lutego 1988.